# Casper (chat)
Pour les articles homonymes, voir Casper.
 (juillet 2020).
Casper (1997 - 14 janvier 2010) est un chat domestique mâle qui a attiré l'attention des médias du monde entier en 2009 quand il a été signalé qu'il fréquentait régulièrement la banlieue de Plymouth dans le Devon, en Angleterre. Il est apparu sur BBC News et a fait l'objet d'un éditorial dans The Guardian. Un livre a été écrit à son sujet, Casper the Commuting Cat. Casper est mort le 14 janvier 2010 après avoir été heurté par un taxi.

## Biographie
Casper a été adopté dans un centre de sauvetage d'animaux à Weymouth, Dorset en 2002 par Susan Fiden, une professionnelle de santé de 48 ans. Il était au centre depuis une dizaine de mois et les propriétaires l'ont appelé Morse, d'après l'inspecteur Morse, une émission de télévision qu'ils avaient regardée à son arrivée. Mais après quelques jours avec lui dans sa maison de Weymouth, Susan a changé son nom pour Casper, en rapport à Casper the Friendly Ghost, parce qu'il a continué à disparaître. Elle s'est vite rendu compte qu'il était un chat indépendant et déterminé, et il s'est souvent éloigné. Elle a également découvert qu'il n'avait pas peur des gens ou de la circulation et semblait aimer être à proximité de gros véhicules. Elle n'a pas tardé à entendre des informations selon lesquelles il visitait des immeubles de bureaux à proximité, des cabinets de consultation et des pharmacies. Craignant pour sa sécurité en traversant les routes, Susan a essayé de garder Casper enfermé à l'intérieur, mais il a toujours trouvé une issue. 
En 2006, Susan a déménagé à Plymouth, Devon, et quand elle allait au travail chaque jour, elle n'avait aucune idée de ce que Casper faisait pendant son absence. Ce n'est qu'au début de 2009 qu'elle a découvert qu'il roulait dans des bus. Les chauffeurs lui ont dit qu'il faisait[Quoi ?] la queue poliment avec les autres passagers à l'arrêt de bus en face de sa maison, et quand arrivait un bus qui lui plaisait, il y montait et sautait sur son siège préféré. Casper restait dans le bus pour l'aller-et-retour de 18 kilomètres qu'il effectuait vers le centre-ville, pour revenir à l'arrêt de bus situé en face de sa maison, où les chauffeurs le laissaient sortir, en s'assurant qu'il ne descendait à aucun autre arrêt. Lorsque Susan Fiden a appris les excursions en bus de Casper, elle a contacté la compagnie de bus First Devon & Cornwall, qui a alerté leurs chauffeurs d'être à l'affût de lui. Elle a été touchée par la façon dont les chauffeurs et les passagers se sont mis en quatre pour accueillir Casper et son comportement inhabituel, et a écrit une lettre au Plymouth Herald les remerciant de leur gentillesse. Sa lettre a conduit le Herald à publier un article sur Casper en avril 2009. Les agences de presse britanniques ont repris l'article du Herald, et l'histoire de Casper s'est rapidement propagée à l'échelle nationale, puis internationale.  
Casper est devenu une célébrité et est apparu dans les journaux et sur des sites Web à travers le monde. Il a figuré sur BBC News, qui l'avait filmé à bord d'un bus. Tout d'abord, Devon & Cornwall a orné sur le côté de certains de leurs bus une grande image de Casper et a déclaré qu'ils n'avaient pas l'intention de facturer à Casper un prix de bus. Karen Baxter, responsable des relations publiques, a déclaré que « en termes de durée de vie des chats, [on peut considérer qu']il est à la retraite, et que donc il obtiendrait une carte de bus gratuite de toute façon ».

## Mort
Le 14 janvier 2010, Casper a été heurté par un taxi, qui ne s'est pas arrêté pour l'aider. Il est décédé des suites de ses blessures avant que Susan ne puisse le conduire chez le vétérinaire. La nouvelle de l'accident s'est rapidement répandue dans le monde, certains journaux l'appelant Délit de fuite[Quoi ?]. Susan Fiden a ensuite contacté la société de taxis, mais n'a pas pu porter plainte car le code de la route britannique n'oblige pas les conducteurs à s'arrêter après avoir heurté un chat (bien qu'ils doivent s'arrêter après avoir heurté un chien). Elle a fait incinérer Casper au crématorium d'un vétérinaire, mais elle n'a pas gardé ses cendres, car elle n'a jamais gardé les cendres d'aucun de ses autres chats. Les chauffeurs de bus de Plymouth et les passagers qui connaissaient Casper lui ont rendu hommage, et Susan Fiden a affiché un avis à son arrêt de bus : « Beaucoup de gens du coin connaissaient Casper, qui aimait tout le monde. Il a également apprécié les voyages en bus. Malheureusement, un automobiliste l'a frappé... et ne s'est pas arrêté. Casper est décédé des suites de ses blessures. Il nous manquera beaucoup... c'était un animal de compagnie très aimé qui avait tellement de caractère. Merci à tous ceux qui se sont liés d'amitié avec lui. »
Susan a également reçu des condoléances de partout dans le monde, notamment en Australie, en Argentine, en Indonésie et aux États-Unis. The Guardian a écrit dans un éditorial intitulé Éloge de... Casper le chat qui fait la navette : « Casper aimait bien les poids lourds, mais ne comprenait pas grand chose à la circulation en dehors de ça. C'est peut-être ce qui a causé sa perte. Mais, tout bien considéré, c'était une sacrée balade qu'il faisait ».

## Héritage
Après la mort de Casper en janvier 2010, Susan Fiden a écrit un livre intitulé Casper the Commuting Cat avec l'aide du prête-plume Linda Watson-Brown. Il décrit les exploits de Casper, son ascension vers la gloire et sa mort prématurée. Le livre a été publié pour la première fois au Royaume-Uni par Simon & Schuster en août 2010 et a ensuite été traduit en six autres langues. En octobre 2010, le Plymouth Herald a rapporté qu'un long métrage sur l'histoire de Casper était à l'étude et qu'un réalisateur britannique se pencherait sur l'histoire. Le Herald a déclaré qu'une société de production serait en train d'organiser un financement et que deux « actrices de haut niveau » ont été identifiées pour jouer le rôle de Susan.